# Ngwane III de Suazilandia
Ngwane III fue un rey del pueblo suazi del siglo XVIII cuyo reinado terminó en 1780, hijo de Dlamini III y de Ndwandwe.
El Rey Ngwane III es de especial importancia para el pueblo suazi; fue quien dio a la nación uno de sus nombres. Cuando el pueblo suazi empezó a establecerse en el actual territorio de Suazilandia, llamaron a ese territorio kaNgwane (el lugar o el país de Ngwane). El nombre kaNgwane ha trascendido hasta nuestros días, y es uno de los nombres que los suazis usan para referirse a ellos mismos.
| Predecesor: Dlamini III | Rey de Suazilandia 1745-1780 | Sucesor: Reina Ndwandwe |

- Datos: Q887859